# Ralph E. Erickson
Ralph E. Erickson (* 3. Oktober 1928 in Jamestown, New York) ist ein US-amerikanischer Jurist, der zeitweilig stellvertretender United States Attorney General war.

## Leben
Nach dem Schulbesuch studierte Erickson zuerst an der Cornell University und schloss dieses Studium 1952 mit einem Bachelor of Science (B.S.) ab. Ein anschließendes postgraduales Studium der Rechtswissenschaften an der Law School der Harvard University beendete er 1955 mit einem Juris Doctor (J.D.). Nach seiner darauf folgenden anwaltlichen Zulassung wurde er 1956 Rechtsanwalt in Kalifornien.
Nach 15-jähriger Tätigkeit als Anwalt trat er 1971 in den Regierungsdienst und wurde zunächst als Assistant Attorney General Leiter des Büros für Rechtsberatung (Office of Legal Counsel) im US-Justizministerium. Danach war er zwischen 1972 und 1973 Deputy Attorney General und somit stellvertretender Justizminister.
Erickson schied 1973 aus dem Staatsdienst aus und war nach seiner anwaltlichen Zulassung im District of Columbia wieder als Rechtsanwalt tätig, wobei er zuletzt in der Anwaltskanzlei Jones Day arbeitete, einer Kanzlei mit Sitz in Washington, D.C.